# Luciana Yurie

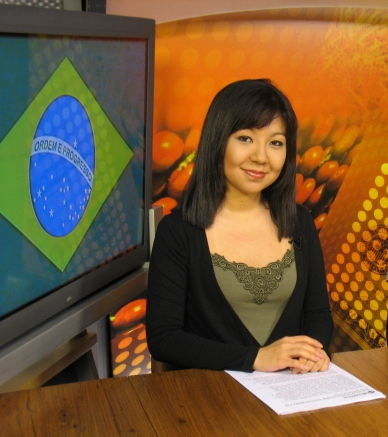
Jornalista Luciana Yurie

Luciana Yurie  é uma jornalista formada pela Puc-Campinas e pós graduada em economia e mercado financeiro pela FIA-USP. 
Trabalhou em vários veículos de comunicação como repórter e apresentadora na CBN, SBT, BBC-Londres, Band, Notícias Agrícolas, Canal do Boi, Agrocanal, Canal Rural,  TV Globo no programa Globo Rural e Revista Globo Rural sobre análises e tendências de preços  dos mercados agropecuários.
Ganhou o 1º lugar do III Prêmio CPFL de Imprensa na categoria radiojornalismo em 2002. Em 2003, recebeu o diploma mérito jornalista Bráulio Mendes pela Câmara dos Vereadores de Campinas - SP. 
Luciana Yurie foi a primeira repórter do Canal do Boi e do Canal Rural a cobrir o andamento do mercado de derivativos agrícolas direto do pregão da Bolsa de Mercadorias e Futuros, atual BM&FBovespa, ao lado do jornalista João Batista Olivi. Era a única mulher do pregão de viva voz da bolsa, no meio de 1000 homens. 
Trabalhou como analista de inteligência e analista de comunicação na Kleffmann Group.
Luciana nasceu em Penápolis-SP e é neta do fotógrafo Norberto Kazuzi Kuninari (falecido).
Atualmente é diretora e apresentadora do Programa Raízes do Brasil no Canal do Boi.